# 幸せになりたい!
『幸せになりたい!』（しあわせになりたい）は、2005年7月14日から同年9月15日までTBS系列の「木9ドラマ」枠で毎週木曜 21:00 - 21:54に放送された日本のテレビドラマ。主演は深田恭子と松下由樹。

## あらすじ
高校3年生の浅田ひかり（深田恭子）は、病気がちの母と2人の弟の3人暮らし。ある日、多額の借金を苦に家出し、行方不明だった父が死亡したとの連絡が入った。父が残した1千万円の借金を抱えることになった浅田家は、取り立て屋に追われる毎日が続く。そんな中、ひかりは高校を中退して就職することを決意する。ひかりは東京都内の清掃会社に務めることになり、テレビ局「UBS」の清掃係に配属される。
一方、「UBS」のプロデューサー・永井雅子（松下由樹）は担当する連続ドラマの視聴率不振に頭を抱える日々。そんな中、ひかりと雅子がUBS局内で出逢い、ひかりがUBSの正社員として雇われることに…?
物語は、ひかりと雅子の“幸せ”を掴むまでを描くサクセスストーリー的内容となっている。

## キャスト

### 主要人物
浅田 ひかり
演 - 深田恭子
主人公。優れた文才を持つ。純粋で素直な性格だが、涙もろく、ややそそっかしいところがある。どこにでもいる普通の女子高生だったが、父親の会社が倒産したことで暮らしは一変、極度の貧乏生活を送ることに。さらに行方不明だった父親が多額の借金を抱えたまま死亡したことで、返済のために高校を中退、「とにかく稼げる」仕事を探す。かつての家庭教師だった長谷川の紹介でUBSテレビ局の清掃員となるが、清掃中に小宮山の原稿を勝手に書き換えたことで仕事をクビにされてしまう。一度は風俗に身を落としかけるが、すんでのところで雅子に止められ、以後は彼女のアシスタント・プロデューサーとして働くことに。タイピングが得意で、その速さは雅子も舌を巻くほど。
永井 雅子
演 - 松下由樹
もう一人の主人公。生真面目で、一度決めたことは最後までやり通そうとする意思の強さを持つ。独身。UBSテレビ局のドラマ部を仕切る東大卒の敏腕プロデューサーで、自身が選んだ人間は大切に扱おうとするため、部下からの信頼も厚い。この仕事に誇りを持ってはいるが、最近は手がけた作品の視聴率がことごとく伸び悩み、周囲への対応に苦慮している。ひかりが小宮山の原稿を勝手に書き換えた際、責任を取らせようと言う清掃会社の主任に対し、『その方が良いわね』と同意したことが、彼女がクビになる要因となった。その後もひかりのことを気にしてはいたが、長谷川から家の事情を知らされたことで、彼女を雇う決心をする。アメリカ留学経験があるため、英語にも堪能。

### UBSテレビ局

#### ドラマ部
長谷川 純一
演 - 谷原章介
UBSテレビに勤める、雅子のアシスタント・プロデューサー。通称「ジュンジュン」。「長谷川ジュンジュン」とも。かつてひかりの家庭教師を務めていた。平日にもかかわらずひかりの父親の葬儀に駆けつけ、その後も事あるごとにひかりの家を気にかけるなどの善人ではあるが、気弱かつ情けない性格で、キーボードを人差し指でしか打てない、定例報告に何十ページにも及ぶ膨大な資料を作成するなど、顔は良いが仕事のまったく出来ないダメ人間。ひかりが雅子のアシスタント・プロデューサーになったのと同時期に、佐久間のバックアップでプロデューサーに抜擢されるが、仕事の出来ないのは相変わらず。ガンダムオタクで、携帯の着メロは「翔べ!ガンダム」。
佐久間 裕也
演 - 伊原剛志
UBSテレビ局・ドラマ部部長。ひかりや雅子、長谷川の上司で、雅子をプロデューサーに推薦し、ひかりの才能を見抜いた有能な人物。しかしながら野心家でズル賢く、自分勝手な上に傲慢でがさつな性格のため、ひかりや雅子からは冷ややかな目で見られることが多い。だが仕事の要領も良いので、ごますりやお追従、周囲への根回しも手際良くこなす。ゆえにUBSテレビ内での地位は高く、影響力は大きい。いわゆる出世するタイプの人間。
熊野 雄太郎
演 - 津川雅彦
UBSテレビ局・ドラマ部製作局長。温厚な性格。若い頃は報道部に所属する人気キャスターだったことから茶の間での人気は高く、また情報を入手するのが速い。ゴルフが趣味で、これを例えにして国際部への異動願いを出した雅子の説得を試みた。

##### チーム永井
雅子の指揮するUBSテレビ局・ドラマ班。雅子のプロデュースするドラマの制作スタッフは常にこのメンバーであるが、それは彼女がメンバーの一人一人を深く信頼している証でもある。
- 澤口修（監督） - 佐渡稔
- 駒田孝治（チーフ助監督） - 田中要次
- 本山仁（制作担当） - 森下能幸
- 宮さん（照明） ‐ 大西武志
- アキ（照明助手） - 滝沢沙織
- シーちゃん（メイク） - 春日井静奈
- 薫（スクリプター） - 大和田美帆
- 常子（デスク） - 浅野麻衣子
- 青木（撮影） - 武野功雄
- 八木沢（衣裳） - 瀬戸陽一朗
- 市川（助監督） - 大下源一郎
- 関根（大道具） - 杉浦理史
- その他スタッフ - 勝野洋輔、福田大久、櫻庭博道、内田健介、渡辺覚士、栗田和美、山口友和、山崎洋介、三枝俊博、伊藤力

#### UBS局員
星野 早苗
演 - 伊藤かずえ
雅子の同期で良き相談相手。UBSテレビ局総務部に勤務する。結婚しているが子供はおらず、休みの日には夫婦で温泉に行くなど、多忙の雅子と対照的に、ゆとりのある生活を送っている。仕事や人間関係で悩む雅子に的確なアドバイスを送ることが多いが、一方で彼女のプロデュースするドラマではなく、裏の人気クイズ番組を観るなど、流行り物に弱い一面も持つ。
- その他 - 優太、森本のぶ、中野幹雄

### 黄金ローン
飯島 晃
演 - 鶴見辰吾
消費者金融「黄金ローン」に勤めるヤクザ。借金取立て屋だが、本人は「借金取り」と呼ばれることを嫌う。自身の仕事が世間一般に顔向けできるような類のものでないことをよく弁えており、ひかりに恋心を抱く洋二にそれとなく釘を刺す。風俗業界に顔が広く、ひかりが風俗で働きかけたのも飯島の斡旋によるもの。ひかりが雅子の部下として働き出してからは、その仕事を手助けしたり返済日の延長を二つ返事で認めるなどの懐の深さを見せる。
田島 洋二
演 - 忍成修吾
借金取立て屋のヤクザ。飯島の部下で、同じく借金取りと呼ばれることを嫌う。ガラの悪い粗暴な人間だったが、取立てのためにひかりや弟たちと接するうち、いつしかひかりに心惹かれるようになる。ついには一人、組を抜ける決心をするが……。

### 浅田家
浅田 芳江
演 - 銀粉蝶
ひかりの母親。ひかり同様に昔はごく普通の母親だったが、夫の会社が倒産して貧乏生活を送ることになったためか、皮肉屋で底意地の悪い性格になってしまった。身体も弱くなり、ほぼ一日中家に引きこもっているにもかかわらず、嫌なことがあるとすぐ酒に逃げてしまう。ひかりが雅子の部下として働き出したことをあまり快く思っていない。
浅田 武史
演 - 篠田拓馬
ひかりの弟。ひかりに同じく素直な性格でしっかり者。母の芳江や弟・悟の面倒をよく見つつ、時には自身で料理も作るなど、姉のいない間の浅田家を支える。一方で休みの日には遊びに行きたがるなど、子供らしい一面ものぞかせる。
浅田 悟
演 - 綾部守人
ひかりの弟。良くも悪くも純粋な性格で、周りからの影響を受けやすい。ひかりの仕事先について意味も分からず「風俗で働くのが一番いいと思う」と言ったり、落ち込む雅子に「男に捨てられたの?」と尋ねたりして、しばしば周囲の人間を慌てさせる。

### その他
平山 真二
演 - 遠山俊也
若者から絶大な支持を受けるベストセラー作家。繊細で情感あふれる作風が持ち味で、老若男女を問わず、ファンは多い。著書『愛の中心から世界を抱きしめる』は映画化され、最新作『流れよ我が涙と少年は言った』はUBSテレビでのドラマ化が決定した。映像化の際にはスタッフに細々と注文をつけることで知られ、佐久間のようながさつな性格の人間を嫌う。
斎藤先生
演 - 酒井敏也
東京大塚医院の医師で、芳江の主治医。医師としてはやや頼りないところもある。
西園寺 翔
演 - 岡田浩暉
人気俳優。ナルシストな一面を持っており、使う言葉のセンスが独特でやや分かりづらいところがある。
小宮山 隆之
演 - 江守徹
脚本家。業界では名の通った存在で影響力も大きいが、気難しい性格で、雅子を小娘呼ばわりするなど、女性を軽視しているところがある。ドラマ『愛の罪 恋の罰』の脚本を手がけているが視聴率は低迷しており、これはプロデューサーである雅子の手腕よりも、古めかしい言い回しや設定、難解な表現の多い小宮山の脚本に問題があるのではないかと一部では噂されている。

### ゲスト

#### 第1話
警官
演 - 小林隆
ひかりに父親の事故死を伝える（浅田家は電話が止められているため）。
塚田主任
演 - 螢雪次朗
ひかりの勤めた清掃会社の主任。ひかりのことを内心疎ましく思っている。
桂 真紀
演 - 三船美佳（第2話・第3話）
人気女優。ドラマ『愛の罪 恋の罰』にて西園寺と共演。

#### 第3話
ヨシオ
演 - 柿辰丸
ヤクザ。飯島の元部下で、現在でも飯島に頭が上がらない。

#### 第4話
宇田川専務
演 - 鹿内孝（第5話）
UBSテレビのスペシャルドラマ『流れよ我が涙と少年は言った』のメインスポンサー、スカイ生命の専務。妻が平山真二の大ファンである。

#### 第6話
塚田 美智子
演 - あめくみちこ（第7話）
脚本家。まったく無名の新人であったが、雅子の強い希望で、『流れよ我が涙と少年は言った』の脚本に抜擢された。小宮山の元弟子。

#### 第7話
矢沢 健太郎
演 - 佐戸井けん太
人気脚本家。佐久間から『流れよ我が涙と少年は言った』の脚本を依頼されるが、原作を駄作扱いしたことで長谷川の怒りを買う。
大貫社長
演 - 山村美智
大手芸能プロダクション社長。『流れよ我が涙と少年は言った』の制作の実態を不安視し、所属する俳優の起用に難色を示す。
小野崎 健
演 - 嶋崎徹
若手人気俳優。『流れよ我が涙と少年は言った』の主役。演技力はあるが、自己中心的な性格。

#### 第9話
林田
演 - 山本龍二
ヤクザ。組の若頭で、ひかりからの借金取立ての進まない飯島・田島を恫喝する。組を抜けたいと話した田島に重傷を負わせ、返済の遅れるひかりを葬儀の席で脅迫した。

## スタッフ
- 脚本 - 両沢和幸
- 演出 - 両沢和幸、高野英治、松川嵩史
- プロデューサー - 大賀文子、両沢和幸、加藤章一
- 音楽 - 鴨宮諒
- 主題歌 - Sugar「ひまわり」
- アクションコーディネーター - 横山誠
- 技術協力 - バスク
- 美術協力 - フジアール
- スタジオ - 砧スタジオ
- 制作協力 - ダブルス
- 製作 - ドリマックス・テレビジョン、TBS

## 放送日程
| 各話                                                       | 放送日  | サブタイトル                         | 演出     | 視聴率 |
| ---------------------------------------------------------- | ------- | ------------------------------------ | -------- | ------ |
| Take 1                                                     | 7月14日 | お金がない!? テレビのお仕事始めます! | 両沢和幸 | 13.0%  |
| Take 2                                                     | 7月21日 | フーゾクに就職!?                     | 両沢和幸 | 11.8%  |
| Take 3                                                     | 7月28日 | 命がけのロケ現場                     | 高野英治 | 12.0%  |
| Take 4                                                     | 8月04日 | ヒットさせます!!                     | 高野英治 | 11.7%  |
| Take 5                                                     | 8月11日 | クビにしないで!!                     | 松川嵩史 | 11.7%  |
| Take 6                                                     | 8月18日 | 見かけだおしの男                     | 松川嵩史 | 13.0%  |
| Take 7                                                     | 8月25日 | 張り込み大作戦!!                     | 堀英樹   | 10.7%  |
| Take 8                                                     | 9月01日 | さよなら母ちゃん                     | 堀英樹   | 10.1%  |
| Take 9                                                     | 9月08日 | 新しいお仕事!?                       | 松川嵩史 | 12.1%  |
| Last Take                                                  | 9月15日 | よーい! スタート                     | 両沢和幸 | 11.4%  |
| 平均視聴率 11.8%（視聴率は関東地区・ビデオリサーチ社調べ） |         |                                      |          |        |

- 初回は21時 - 22時の6分拡大。

## その他
- 本作の脚本は、1994年7月から同年9月にフジテレビ系列で放送された『お金がない!』の両沢和幸が手掛けたため、主人公が焼肉店で食事の最中に取り立て屋に給料を取られたため、その場から食い逃げをするなど、両作で類似したシーンも見受けられた。
- 両沢・大賀がプロデューサーを務めたフジテレビ系列ドラマ『ナースのお仕事』シリーズで主要出演者だった松下由樹、伊藤かずえ（第2シリーズ〜）、岡田浩暉（第1・3シリーズ）が本作でも共演している。また本作でチーフ助監督役を演じる田中要次も第4シリーズ第6話にゲスト出演していた。
- 第4話でひかりが雅子と共にスペシャルドラマの企画を考えるシーンでは、ひかりの様々な提案に合わせて、『ビューティフルライフ』、『ごくせん』、『ナースのお仕事』で使用された音楽が挿入された。また、これらの提案に対してその都度雅子がツッコミを入れている。
- 平山の作品『流れよ我が涙と少年は言った』は、フィリップ・K・ディックのSF小説『流れよ我が涙、と警官は言った』の、『愛の中心から世界を抱きしめる』は、片山恭一の恋愛小説『世界の中心で、愛をさけぶ』のパロディである。
- 松下由樹、谷原章介、田中要次は後に『エジソンの母』でも共演した。